# За правду!
Грома́дський коміте́т о́пору «За Пра́вду!» (ГКО За Правду!) - це Всеукраїнська неформальна громадська організація, що виникла у грудні 2000 року на тлі політичної кризи, яка поглиблювалась в Україні через утиски свободи слова, що вилилося у перслідування журналістів та найгучніший випадок зникнення журналіста  Георгія Гонгадзе, засновника та першого головного редактора інтернет-газети «Українська правда». Засновниками руху стали представники студентських протестів кінця 1980-х — початку 1990-х років, журналісти, лідери молодіжних громадських організацій, друзі Гонгадзе. Найбільш відомою стала діяльність комітету в рамках кампанії «Україна без Кучми».

## Мета
Головною метою діяльності Комітету була «докорінна зміна структури влади та повернення українському суспільству його законних прав і свобод». Комітет «За правду!» виступив з вимогою відкритого розслідування злочинів кучмізму та запровадження в Україні демократії європейського зразка. Першочерговими завданнями Комітет поставив відставку Президента України та його сподвижників, звинувачених, за словами активістів, у злочинах проти народу.
Активісти оголосили, що об'єдналися у комітет «За правду!» з метою виконання таких вимог:
1. Проведення незалежної експертизи ДНК «таращанського тіла» та «плівок майора Мельниченка» під егідою офіційних європейських інституцій або відповідних установ у США, які мають належне обладнання та не можуть бути піддані тискові з боку влади. Активісти також вимагали від владних структур (Президента України, Верховної Ради або Кабінету Міністрів) офіційного звернення до відповідних західних установ щодо необхідності проведення такої експертизи.
2. Відставка міністра внутрішніх справ та Генерального прокурора України, які, на думку активістів, не змогли належним чином розслідувати справу зникнення Георгія Ґонґадзе й інші резонансні справи, неодноразово дезінформували суспільство, внаслідок чого стали чинниками політичної нестабільності у країні.
3. Забезпечення в Україні реальної свободи слова та преси, припинення цензури.
4. Припинення антизахідної істерії, що, на думку активістів, роздмухувалася оточенням Президента; повернення України на європейський шлях розвитку.
5. Недопущення вирішального впливу Російської Федерації на формування зовнішньої політики України.

## Створення

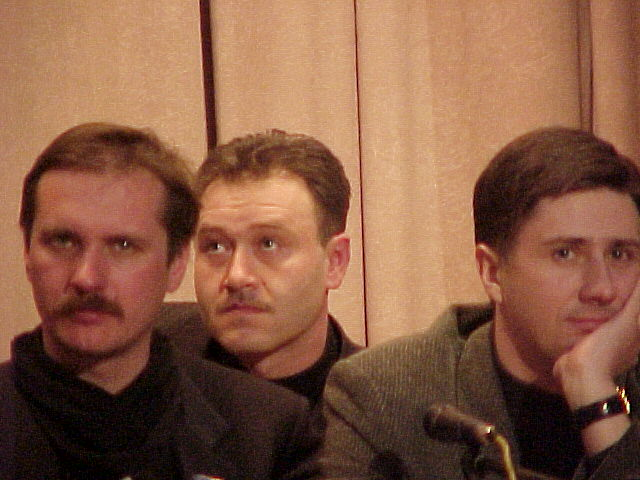
Чорновіл, Шеревера та Кириленко в президії Комітету під час установчих зборів 9 березня 2001 року

Датою створення комітету вважається 19 грудня 2000 року, коли у Львові зібралася ініціативна група, у складі якої були представники студентських акцій кінця 1980-х — початку 1990-х років (зокрема Революції на граніті), журналісти, лідери молодіжних громадських організацій. Під час цієї зустрічі прийняли рішення про створення Громадського комітету «За правду». Того дня учасники склали листи-звернення до Президента України Леоніда Кучми з вимогами відставки міністрів силових відомств України та до Верховної Ради України з вимогою звільнення Генерального прокурора України Михайла Потебенька. Через два дні ці листи були опубліковані у ЗМІ.
9 березня 2001 року, у день кульмінаційних подій кампанії «Україна без Кучми» в Києві було створено Всеукраїнську організацію ГКО За Правду!  До комітету увійшли Молодий Рух, Студентське Братство, Українська Студентська Спілка, МУР та частина організацій-учасників Коаліції «Свобода вибору», а також активісти Форуму національного порятунку і ГК «Україна без Кучми». Членами президії стали зокрема Тарас Чорновіл, Тарас Стецьків, В'ячеслав Кириленко, Маркіян Іващишин, Олесь Доній, Олександр Кривенко, Владислав Каськів, Андрій Гусак, Володимир Чемерис, Юрій Зубко, Михайло Свистович, Євген Гудзь.

## Діяльність

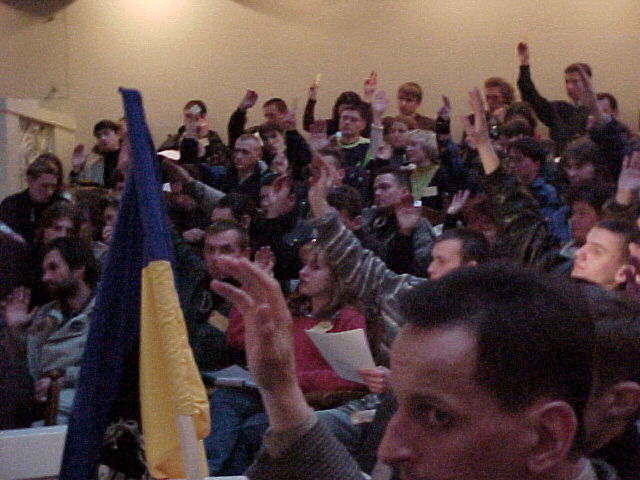
Збори комітету 9 березня 2001 року в приміщенні Київського будинку вчителя

До лютого 2001 року активісти Комітету «За правду!» проводили переважно невелику агітаційну роботу, яка велася головним чином у Львові. З початку лютого члени Комітету починають проводити вуличні заходи, але знову ж таки у Львові та Львівській області.
Перший більш-менш голосний виступ — це пікетування «Кришталевого палацу» у Трускавці, де відпочивав Генеральний прокурор України Михайло Потебенько. Вимогою було усунення Генерального прокурора з посади. Наступним кроком був похід учасників «За правду!» та «Україна без Кучми» у Київ у день відкриття сесії Верховної Ради України.

На акції «Україна без Кучми» біля пам'ятнику і.Франкові у Львові після київських поді 9 березня 2001 року

Активісти «За правду!» взяли безпосередню участь в організації кампанії «Україна без Кучми». Зокрема, активісти Комітету брали участь у перешкоджанні покладанню квітів Леонідом Кучмою до пам'ятника Тарасу Шевченку у Києві 9 березня 2001 року. Під час подій того дня відбулися масові безлади, після чого розпочалися репресії з боку влади.
Літом 2001 Комітет "За правду" організував два вишкільних табори в Карпатах (урочище Козьменщик, під г. Петрос) для молодіжних активістів та агітаційну експедицію на козацькій чайці Дніпром. Згодом учасники цих таборів стали ядром протестних акцій 2002-2004 років «Україна без Кучми» та Помаранчевої революції.